# 湯浅町
湯浅町（ゆあさちょう）は、和歌山県有田郡にある町。紀中地域（有田圏域）に属する。醤油発祥の地との伝承があることで知られている。

## 地理
湯浅町は紀伊半島西部の、海が陸に深く入りこんだ入り江の奥に位置している。今後発生が予測される南海トラフ巨大地震の際には、町内に最大9mの津波が到達することが予想されている。この入り江には広川が流れ込んでおり湯浅広港は天然の良港として古来より物流の中心地として栄えてきた。気候は黒潮の影響で温暖にして柑橘類を産しており、かつてはこの地で取れた柑橘類をそのまま湯浅の港へ運び各地に輸送していた。リアス式海岸で海岸線は入り組み海岸にはいくつかの海水浴場もある。山としては有田市との境にそびえる平見山、町の東側にある山岳地帯の三本松峰や地蔵峰、広川町との境にある高城山があげられ、川としては広川などがあげられる。

### 隣接する自治体
- 和歌山県
  - 有田市
  - 有田郡 広川町、有田川町

隣接する広川町とは市街地が連続しており、2015年（平成27年）の湯浅町役場移転前は、両町の役場どうしは1km程度（徒歩20分程度）の距離であった。

### 人口
| |                                        |  |
| 湯浅町と全国の年齢別人口分布（2005年） | 湯浅町の年齢・男女別人口分布（2005年） |  |
| ■紫色 ― 湯浅町 ■緑色 ― 日本全国 | ■青色 ― 男性 ■赤色 ― 女性              |  |
| 湯浅町（に相当する地域）の人口の推移 \| 1970年（昭和45年） \| 16,833人 \| \| \| 1975年（昭和50年） \| 16,768人 \| \| \| 1980年（昭和55年） \| 17,037人 \| \| \| 1985年（昭和60年） \| 17,171人 \| \| \| 1990年（平成2年） \| 16,525人 \| \| \| 1995年（平成7年） \| 16,067人 \| \| \| 2000年（平成12年） \| 15,410人 \| \| \| 2005年（平成17年） \| 14,742人 \| \| \| 2010年（平成22年） \| 13,210人 \| \| \| 2015年（平成27年） \| 12,200人 \| \| \| 2020年（令和2年） \| 11,122人 \| \| |                                        |  |
| 総務省統計局 国勢調査より |                                        |  |
| 1970年（昭和45年） | 16,833人                               |  |
| 1975年（昭和50年） | 16,768人                               |  |
| 1980年（昭和55年） | 17,037人                               |  |
| 1985年（昭和60年） | 17,171人                               |  |
| 1990年（平成2年） | 16,525人                               |  |
| 1995年（平成7年） | 16,067人                               |  |
| 2000年（平成12年） | 15,410人                               |  |
| 2005年（平成17年） | 14,742人                               |  |
| 2010年（平成22年） | 13,210人                               |  |
| 2015年（平成27年） | 12,200人                               |  |
| 2020年（令和2年） | 11,122人                               |  |

## 歴史
平安時代末期から南北朝時代にかけては、湯浅荘を根拠地とする湯浅宗重ら湯浅党が、紀伊国（和歌山県）全体に渡って活躍した。また、湯浅は古来より熊野街道の宿駅として栄えており、紀州藩の有田代官所や明治・大正期の有田郡役所が置かれてからは有田地方の中心地のひとつとしても賑わいを見せるようになった。現在も有田市・有田郡を管轄する有田振興局が湯浅に置かれている。

### 沿革
- 1889年（明治22年）4月1日 - 町村制の施行により、湯浅村・別所村・青木村・山田村の区域をもって湯浅村が発足。
- 1896年（明治29年）6月22日 - 湯浅村が町制施行して湯浅町となる。
- 1956年（昭和31年）3月31日 - 田栖川村を編入。
- 2015年（平成27年）5月7日 - 町役場を青木に新築移転。[5]

### 行政
町長：上山章善

### 地区
田栖川地区（北部）
- 田
- 栖原
- 吉川

湯浅地区（南部）
- 湯浅
- 青木
- 別所
- 山田

## 議会

### 町議会
- 定数：10人[6]（そのうち1人が女性で、議員の10％が女性）
- 任期：2019年5月1日 - 2023年4月30日

### 衆議院
- 選挙区：和歌山3区（御坊市、田辺市、新宮市、有田郡、日高郡、西牟婁郡、東牟婁郡）
- 任期：2021年10月31日 - 2025年10月30日
- 投票日：2021年10月31日
- 当日有権者数：250,261人
- 投票率：62.32％

| 当落 | 候補者名 | 年齢 | 所属党派     | 新旧別 | 得票数    | 重複 |
| ---- | -------- | ---- | ------------ | ------ | --------- | ---- |
| 当   | 二階俊博 | 82   | 自由民主党   | 前     | 102,834票 |      |
|      | 畑野良弘 | 61   | 日本共産党   | 新     | 20,692票  |      |
|      | 本間奈々 | 52   | 新党くにもり | 新     | 19,034票  |      |
|      | 根来英樹 | 51   | 無所属       | 新     | 5,745票   |      |

## 経済
1995年（平成7年）の統計より
第一次産業就業人数は1086名
第二次産業就業人数は1904名
第三次産業就業人数は4028名

### 産業
漁業・農業が盛んである（下記特産物の項目を参照）。紀州藩の保護を受けて醸造業が発達した醤油は、「湯浅醤油」として知られている。ただし「湯浅醤油」は、特許庁の地域団体商標としては登録されていない。周辺地域と同様、温暖な気候を利用し、みかんをはじめとして柑橘類の栽培も盛んである。

#### 湯浅町に本部を置く企業
- 角長 - 1841年（天保12年）創業。歴史ある「湯浅たまり」というたまり醤油が有名。その醤油蔵のある街並みは湯浅の重要伝統的建造物群保存地区として選定されている[9]。
- 湯浅醤油 - 近年、湯浅醤油を生かした特徴ある派生商品を数多く販売。その独創性からマスコミに取り上げられることも多い[10]。2003年に「湯浅醤油」を商標登録し、独占的に使用している[11]。
- 廣甚 - 和歌山県内を中心に大阪府南部、奈良県の一部にドラッグストア・スーパーマーケット・焼肉店を展開。近年、急速に規模を拡大。
- オオミヤ - 時計、宝飾品、眼鏡等を販売。社名の由来は、本部が町内の「大宮通り」にあることから。

### 日本郵政グループ
- 湯浅郵便局（集配局）（湯浅）
- 湯浅中町郵便局（湯浅）
- 湯浅栖原（すはら）郵便局（栖原）
- 湯浅横田郵便局（栖原）

各郵便局にはゆうちょ銀行のATMが設置され、湯浅郵便局ではホリデーサービスを実施（2011年（平成23年）6月現在）。
※湯浅町内の郵便番号は「643-00xx」（湯浅郵便局の管轄）となっている。

## 姉妹都市・提携都市
- ケンブリッジ（ミネソタ）（英語版）（アメリカ合衆国ミネソタ州） - 1986年（昭和61年）3月15日 姉妹都市締結
- ブラハム（英語版）（アメリカ合衆国ミネソタ州） - 1986年（昭和61年）3月15日 姉妹都市締結
- ケリケリ町（ニュージーランド） - 1993年（平成5年）5月13日 姉妹都市締結

## 教育
町内に大学は所在しないものの、近畿大学の附属農場があり、農学部の実習に利用されている。

### 高等学校
- 和歌山県立耐久高等学校[12]（湯浅町湯浅1985）

### 中学校
- 湯浅町立湯浅中学校[13]（湯浅町湯浅1815）

### 小学校
- 湯浅町立湯浅小学校[14]（湯浅町湯浅1570）
- 湯浅町立山田小学校[15]（湯浅町山田1920）
- 湯浅町立田栖川小学校[16]（湯浅町栖原1384）
  - 湯浅町立田栖川小学校吉川分校（湯浅町吉川938）
- 湯浅町立田村小学校[17]（湯浅町田359）

### 社会教育施設
- 湯浅町立図書館（湯浅町湯浅1075-9 湯浅えき蔵2階）

## 交通

### 鉄道

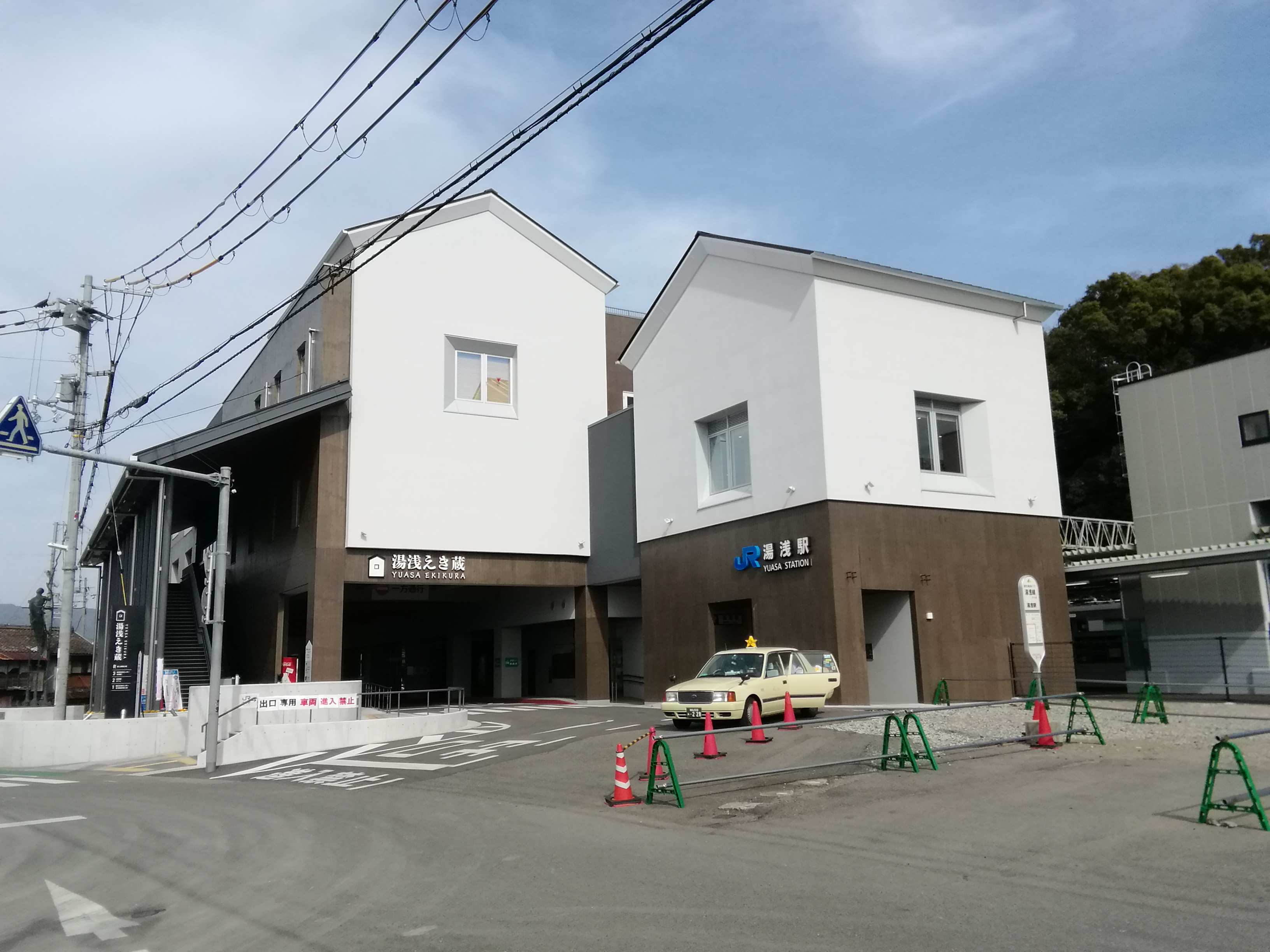
湯浅駅（2020年竣工の新駅舎「湯浅 えき蔵」）

町内には西日本旅客鉄道（JR西日本）紀勢本線が走っている。町内にあるのは湯浅駅のみであるが、中心部に近く、一部の特急列車の停車駅となっている。湯浅駅は、無人駅である。
- 西日本旅客鉄道
  - 紀勢本線：（広川町） - 湯浅駅 - （有田川町）

### 路線バス
- 中紀バス
- 熊野御坊南海バス

### 道路
- 自動車専用道路
  - 湯浅御坊道路：湯浅IC
- 一般国道
  - 国道42号（熊野街道）
- 県道
  - 和歌山県道20号有田湯浅線
  - 和歌山県道23号御坊湯浅線
  - 和歌山県道175号湯浅広港湯浅停車場線
  - 和歌山県道179号吉原湯浅線
  - 和歌山県道244号有田川湯浅線

## 名所・特産物・観光スポット・祭事・催事

### 観光

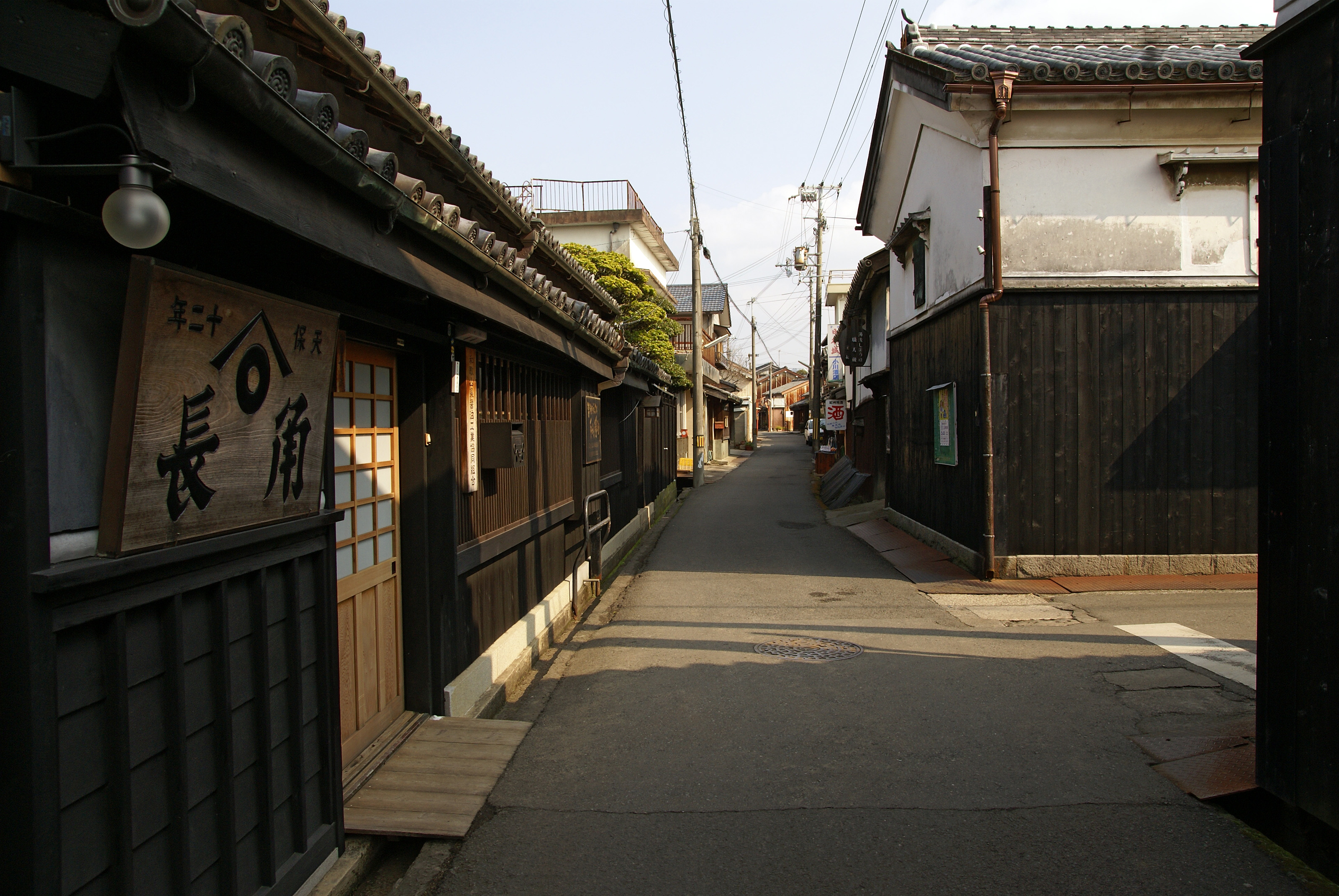
湯浅 北町通り

深専寺

- 湯浅 - 国の重要伝統的建造物群保存地区として選定
  - 湯浅醤油職人蔵 - 江戸時代末（1866年（慶応2年））建築の醤油仕込
  - 湯浅醤油資料館
  - 甚風呂銭湯跡歴史資料館
- 湯浅小学校講堂 - 国の登録有形文化財
- 湯浅城
- 広保山城
- 熊野古道
- 勝楽寺[18]
- 深専寺
- 施無畏寺 - 「明恵紀州遺跡卒都婆」は国の史跡
- 西有田県立自然公園[19]

### 温泉
- 二の丸温泉[20]（湯浅町山田1638-1）
- 栖原温泉[21]（湯浅町栖原1363）
- 湯浅温泉　湯浅城[22]（和歌山県湯浅町青木75）

### 特産物
- 湯浅醤油（醤油発祥の地との言い伝えが残されている）
- 金山寺味噌
- しらす
- なれ寿司
- 白魚
- 田村みかん（有田みかん）
- 三宝柑

### 行事

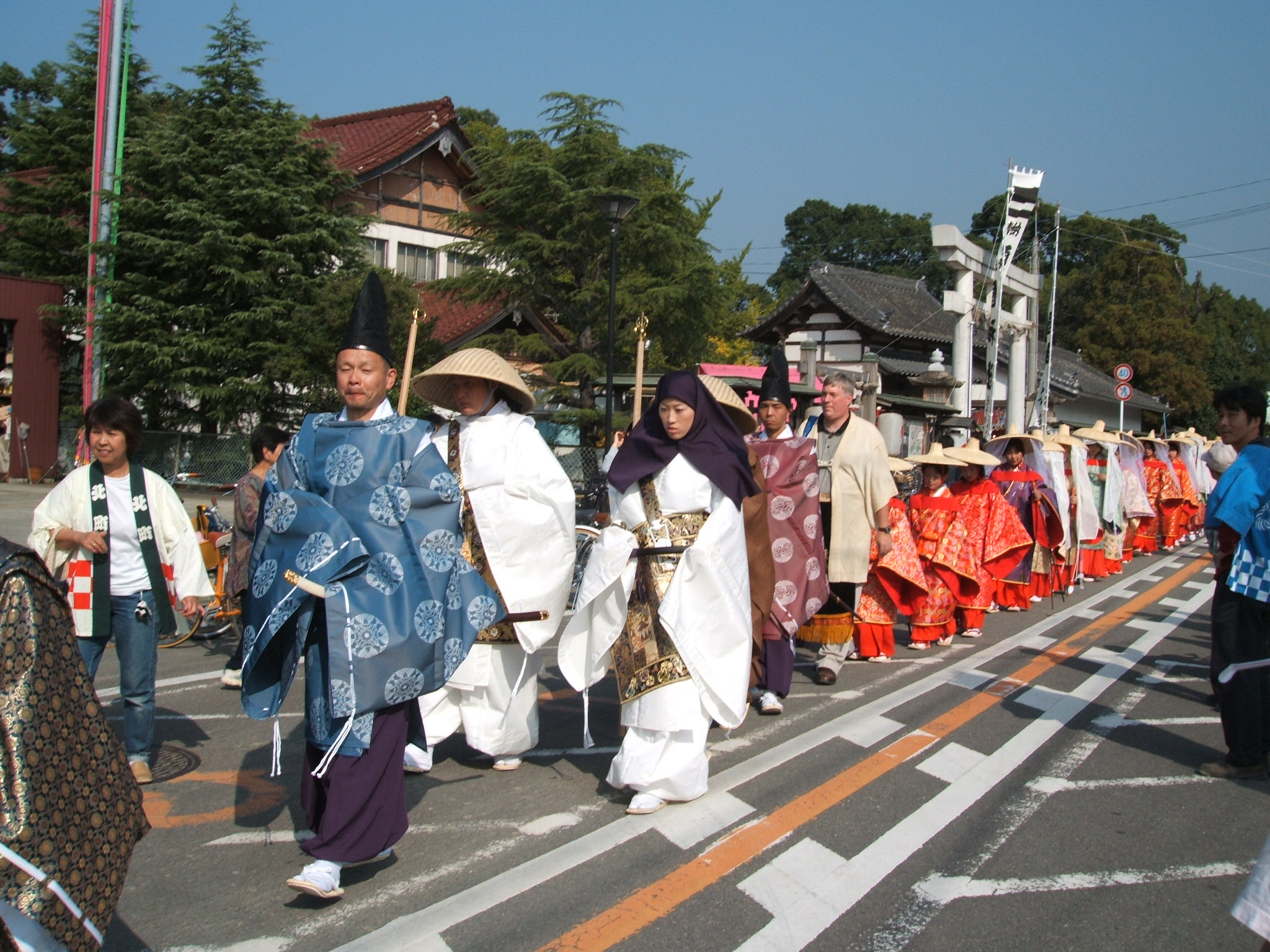
湯浅大宮顯國神社例大祭の渡御（2005年10月18日）。

- 湯浅まつり

### 催事
- 鯖っと鯵まつり
- 全国醤油サミット
- シロウオ祭り

### 地方紙
- 株式会社 有田タイムス - 湯浅町に本社を置く有田地方の地方新聞社（有田タイムス）。

### コミュニティFM
- エフエムマザーシップ - 湯浅町に本社を置く有田地方のコミュニティFM

## 著名な出身者
- 紀伊國屋文左衛門 - 歴史上著名人・江戸時代中期の商傑。
- 酒井敏行[23] - 京都府立医科大学教授、医学博士。日本衛生学会副理事長、日本癌学会評議員。
- 金森隆浩 - 元中日ドラゴンズプロ野球選手
- 竹本直哉[24] - プロゴルファー